# Cantón de Belle-Île
El cantón de Belle-Île era una división administrativa francesa, que estaba situada en el departamento de Morbihan y la región de Bretaña.

## Composición
El cantón estaba formado por cuatro comunas:
- Bangor
- Le Palais
- Locmaria
- Sauzon

## Supresión del cantón de Belle-Île
En aplicación del Decreto nº 2014-215 de 21 de febrero de 2014, el cantón de Belle-Île fue suprimido el 22 de marzo de 2015 y sus 4 comunas pasaron a formar parte del nuevo cantón de Quiberon.